# Джилеу
Джилеу (рум. Gilău) — село у повіті Клуж в Румунії. Входить до складу комуни Джилеу.
Село розташоване на відстані 332 км на північний захід від Бухареста, 16 км на захід від Клуж-Напоки.

## Населення
За даними перепису населення 2002 року у селі проживали 5852 особи.
Національний склад населення села:
| Національність | Кількість осіб | Відсоток |
| -------------- | -------------- | -------- |
| румуни         | 4563           | 78,0%    |
| угорці         | 730            | 12,5%    |
| цигани         | 557            | 9,5%     |

Рідною мовою назвали:
| Мова      | Кількість осіб | Відсоток |
| --------- | -------------- | -------- |
| румунська | 4915           | 84,0%    |
| угорська  | 736            | 12,6%    |
| циганська | 199            | 3,4%     |